# Nadir Ibrahimov
Nadir Baba oglu Ibrahimov (em azeri:  Nadir Baba oğlu İbrahimov; 29 de dezembro de 1932 – 1 de janeiro de 1977) foi um astrônomo azerbaijano e soviético . Uma cratera em Marte é nomeada em sua homenagem.
Nadir Ibrahimov foi astrofísico no Observatório Astrofísico Shamakhi da Academia Nacional de Ciências do Azerbaijão.